# Ukko

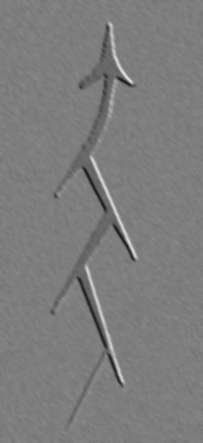
Uproszczony rysunek często występujący w Karelii ma reprezentować zarówno węża jak i piorun.

Ukko (Uku) – bóg nieba, pogody, roślin (zbiorów) i innych naturalnych rzeczy, mąż Rauni. Jeden z najważniejszych bogów w fińskiej i estońskiej mitologii.
Jego imię pochodzi od fińskiego słowa „ukkonen” oznaczającego burzę. W mitologii fińskiej znany jest jako Ukko, w estońskiej jako Uku. W Kalevali nazywany jest także „ylijumala”, co oznacza: bóg tego, co powyżej. Czasem też spotykany pod nazwami takimi, jak: Pitkänen (fin. pitkä, długi), isäinen (isä, ojciec), isoinen (iso, wielki) i Äijö.
Głównym atrybutem Ukko był piorun.